# Branovo
Branovo (Hongaars: Kisbaromlak) is een Slowaakse gemeente in de regio Nitra, en maakt deel uit van het district Nové Zámky.
Branovo telt 570 inwoners.